# SN 2011jf
SN 2011jf – supernowa typu Ib/c, odkryta 22 grudnia 2011 roku w galaktyce UGC 2134. W momencie odkrycia, miała maksymalną jasność 17,5m.